# マーティン JRM
JRM マーズ
JRM-1“Philippine Mars”号
- 用途：輸送・哨戒用飛行艇
- 分類：飛行艇
- 製造者：マーティン社
- 運用者： アメリカ合衆国 (アメリカ海軍)
- 初飛行：1942年6月23日
- 生産数：7
- 運用開始：1943年11月30日 (アメリカ海軍)
- 退役：1956年 (アメリカ海軍)

マーティン JRMは、アメリカ合衆国のマーティン社が第二次世界大戦中に開発した飛行艇である。愛称はマーズ（Mars：火星の意）。

## 概要
元々は大型哨戒爆撃飛行艇XPB2Mとして1938年8月に試作発注された。同社が太平洋航路用に開発した4発旅客飛行艇モデル130を全幅で1.5倍、全長で1.3倍、全装備重量に至っては3倍近くも上回る巨人機で、7000kmもの航続距離で広大なアメリカ本土沿岸や、ハワイ諸島周辺を効率的に防衛しようとする計画だった。
機内には完全武装の兵員138名を収容できるほか、座席を取り外して担架84床と看護兵25名分のスペースも確保できる。
その巨大さゆえに製作に手間取り、1942年にようやく試作機1号機が完成し、1942年7月3日に初飛行成功したが、この頃には本機のような長大な航続距離を持たなくても陸上哨戒機で充分に機能を果たせることが判明していたため、長距離輸送機に転用されることになった。
海軍は1945年1月に20機を発注したが、戦争の終結により6機生産された時点で残りの発注はキャンセルとなった。生産された機体はカリフォルニアの基地で輸送任務に従事した。
民間に売却後、2機が森林消火機として運用されていた。水上滑走中に約30tの水を機体の運動エネルギーによってタンクに送り込み、空中で3秒ほどで散布する。しかし2024年に2機とも退役が決まり、「Hawaii Mars」はカナダのブリティッシュ・コロンビア航空博物館に、「Philippine Mars」はアメリカのピマ航空宇宙博物館に寄贈されることになった。同年8月11日に「Hawaii Mars」が最終飛行を行ったのに続き、2025年2月9日、「Philippine Mars」が最終飛行を行い、これにて全機が退役した（詳細はen:Martin JRM Mars#Retirement Timelineを参照）。

## 各型
XPB2M-1
社内名称 モデル170(Model 170)。最初の試作機。1機のみ製作。XPB2M-1Rに改造された。ライトR-3350-8エンジン搭載。
XPB2M-1R
輸送機型。-1より改造され1943年12月に完成。武装を撤去し、追加の貨物ハッチ及び荷役設備を設置、ハッチを拡大するとともにデッキ床面が強化された。
JRM-1
長距離輸送型。社内名称 モデル170A(Model 170A)。垂直尾翼及び水平尾翼を単尾翼式に変更し、胴体を延長している。隔壁を減らすことにより機体重量を軽減し、最大離陸重量を増大させている。ライトR-3350-24WAエンジン搭載。プロペラは4翅型に変更されている。
20機が発注されたが、後に6機に減少された。生産機のうち機体上部貨物ハッチと貨物クレーンを搭載した4機はJRM-3に改造され、最終生産機(6号機)は仕様を変更したJRM-2として完成した。
JRM-2
JRM-1の最終生産機(6号機)のエンジンとプロペラを変更したもの。機体総重量は20,000ポンドに増加した。エンジンをプラット＆ホイットニー R4360-4T(3,000馬力)に変更、プロペラを直径16フィート8インチのカーチス・エレクトリック製4翅型に変更している。
JRM-3
社内名称 モデル170B(Model 170B)。ライトR-3350-24WAエンジン搭載。プロペラを直径16フィート8インチのカーチス・エレクトリック製4翅型に変更し、左右1つずつ2つのプロペラには可変ピッチ機構が備えられた。JRM-1より4機が改造されて製作された。

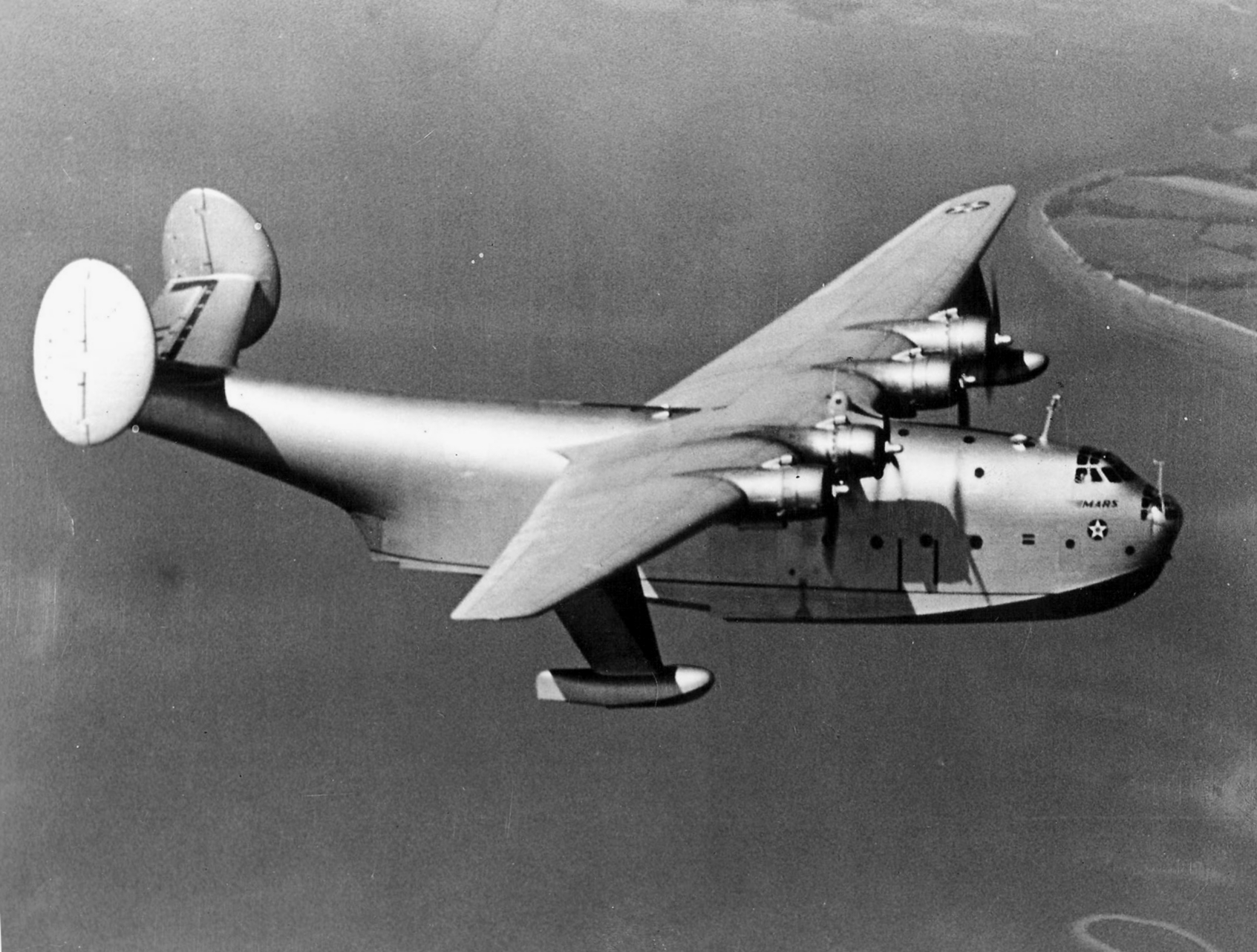
XPBM-1 (BuNo.1520号機)
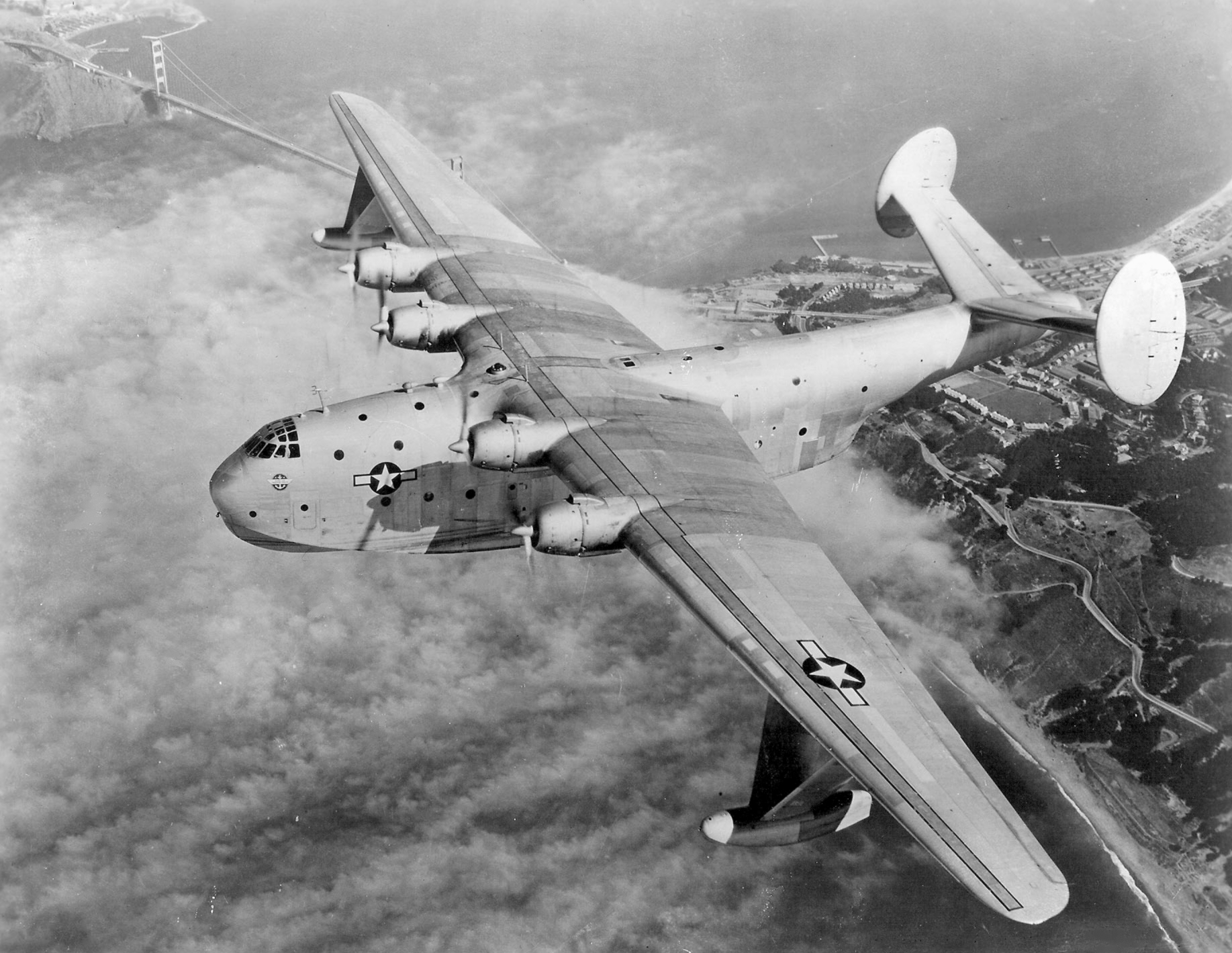
XPBM-1R (BuNo.1520号機)
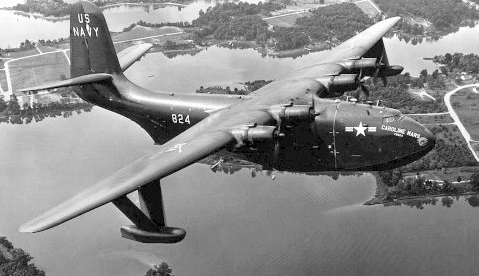
JRM-2“Caroline Mars”号 (BuNo.76824号機)
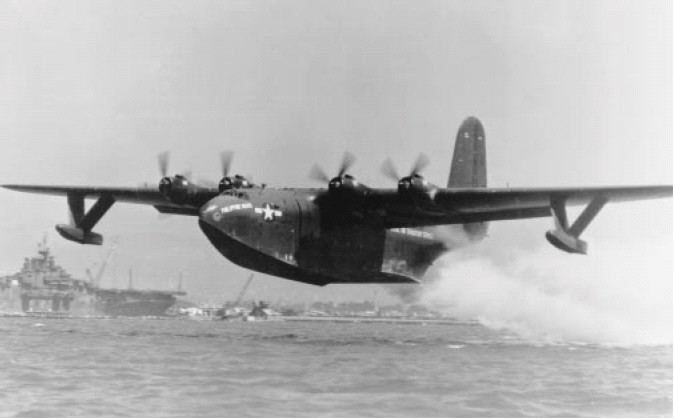
JRM-3“Philippine Mars”号 (BuNo.76820号機)
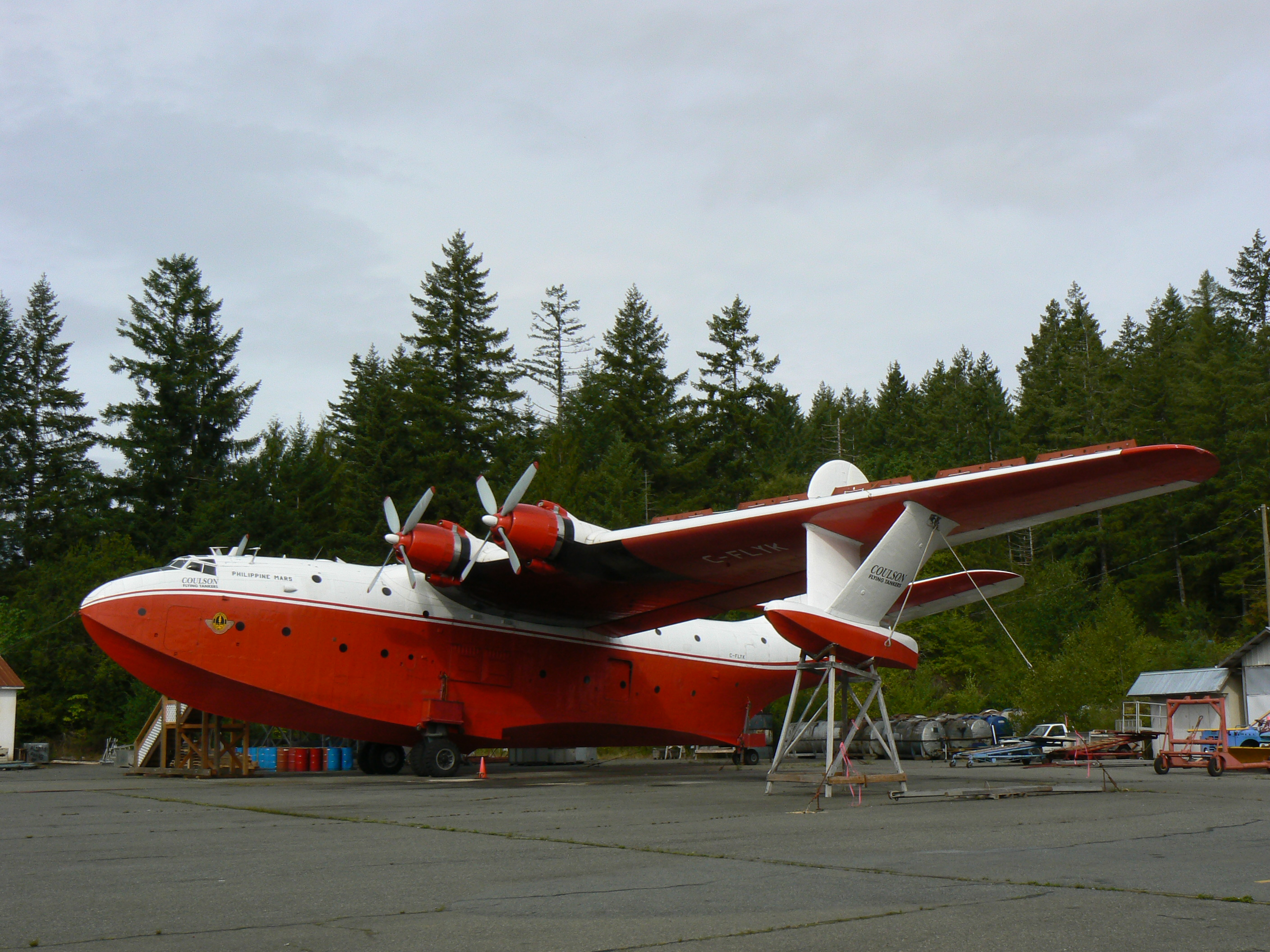
消防機に改造されたJRM-3 (BuNo.76820号機) (2008年の撮影)
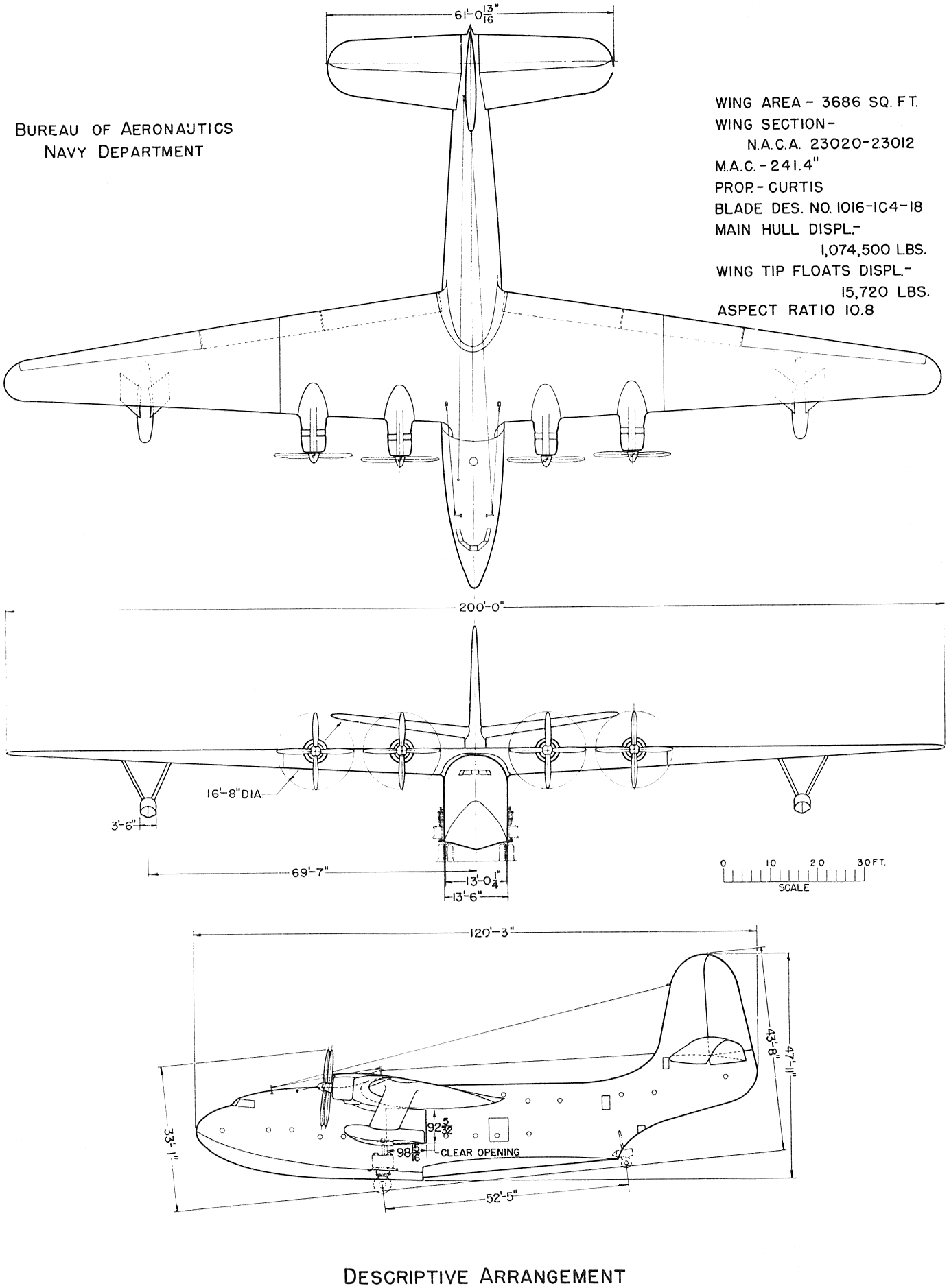
Martin JRM-1

## 諸元
| 機体名     | XPB2M-1R                                | XPB2M-1R                                | XPB2M-1R                                |
| ---------- | --------------------------------------- | --------------------------------------- | --------------------------------------- |
| 乗員       | 11名                                    | 11名                                    | 11名                                    |
| 全長       | 118ft 9in (36.2m)                       | 118ft 9in (36.2m)                       | 118ft 9in (36.2m)                       |
| 全幅       | 200ft (60.96m)                          | 200ft (60.96m)                          | 200ft (60.96m)                          |
| 全高       | 37ft 4in (11.38m)                       | 37ft 4in (11.38m)                       | 37ft 4in (11.38m)                       |
| 翼面積     | 3,683ft2 (342.16m2)                     | 3,683ft2 (342.16m2)                     | 3,683ft2 (342.16m2)                     |
| プロペラ   | ブレード3枚 直径16ft 6in (5.03m)        | ブレード3枚 直径16ft 6in (5.03m)        | ブレード3枚 直径16ft 6in (5.03m)        |
| エンジン   | Wright R-3350-18 (2,200Bhp) ×4          | Wright R-3350-18 (2,200Bhp) ×4          | Wright R-3350-18 (2,200Bhp) ×4          |
| 空虚重量   | 75,573lbs (34,279kg)                    | 75,573lbs (34,279kg)                    | 75,573lbs (34,279kg)                    |
| ミッション | TRANSPORT(1)                            | TRANSPORT(2)                            | TRANSPORT(3)                            |
| 離陸重量   | 140,000lbs (63,503kg)                   | 140,000lbs (63,503kg)                   | 140,000lbs (63,503kg)                   |
| 搭載燃料   | 3,000gal (11,356ℓ)                      | 5,500gal (20,820ℓ)                      | 8,000gal (30,283ℓ)                      |
| 貨物重量   | 40,635lbs (18,432kg)                    | 24,705lbs (11,206kg)                    | 8,775lbs (3,980kg)                      |
| 最高速度   | 221mph/4,500ft (356km/h 高度1,372m)     | 221mph/4,500ft (356km/h 高度1,372m)     | 221mph/4,500ft (356km/h 高度1,372m)     |
| 航続距離   | 1,620mile (2,607km)                     | 3,160mile (5,086km)                     | 4,945mile (7,958km)                     |
| 武装       | ー                                      | ー                                      | ー                                      |
| 機体名     | JRM-1                                   | JRM-1                                   | JRM-1                                   |
| 乗員       | 11名                                    | 11名                                    | 11名                                    |
| 全長       | 120ft 3in (36.65m)                      | 120ft 3in (36.65m)                      | 120ft 3in (36.65m)                      |
| 全幅       | 200ft (60.96m)                          | 200ft (60.96m)                          | 200ft (60.96m)                          |
| 全高       | 43ft 8in (13.31m)                       | 43ft 8in (13.31m)                       | 43ft 8in (13.31m)                       |
| 翼面積     | 3,686ft2 (342.44m2)                     | 3,686ft2 (342.44m2)                     | 3,686ft2 (342.44m2)                     |
| プロペラ   | ブレード4枚 直径16ft 8in (5.08m)        | ブレード4枚 直径16ft 8in (5.08m)        | ブレード4枚 直径16ft 8in (5.08m)        |
| エンジン   | Wright R-3350-8 (2,400Bhp) ×4           | Wright R-3350-8 (2,400Bhp) ×4           | Wright R-3350-8 (2,400Bhp) ×4           |
| 空虚重量   | 77,609lbs (35,203kg)                    | 77,609lbs (35,203kg)                    | 77,609lbs (35,203kg)                    |
| ミッション | Cargo Overload                          | Cargo Passenger                         | Troop-Transport                         |
| 離陸重量   | 155,000lbs (70,307kg)                   | 145,000lbs (65,771kg)                   | 145,000lbs (65,771kg)                   |
| 搭載燃料   | 8,226gal (31,139ℓ)                      | 6,635gal (25,116ℓ)                      | 4,453gal (16,856ℓ)                      |
| 貨物重量   | 20,000lbs (9,072kg)                     | 20,000lbs (9,072kg)                     | 34,000lbs (15,422kg)                    |
| 最高速度   | 194kn/5,800ft (359km/h 高度1,768m)      | 197kn/5,800ft (365km/h 高度1,768m)      | 197kn/5,800ft (365km/h 高度1,768m)      |
| 航続距離   | 3,075n.mile (5,695km)                   | 2,500n.mile (4,630km)                   | 1,600n.mile (2,963km)                   |
| 武装       | ー                                      | ー                                      | ー                                      |
| 機体名     | JRM-2                                   | JRM-2                                   | JRM-2                                   |
| 乗員       | 11名                                    | 11名                                    | 11名                                    |
| 全長       | 120ft 3in (36.65m)                      | 120ft 3in (36.65m)                      | 120ft 3in (36.65m)                      |
| 全幅       | 200ft (60.96m)                          | 200ft (60.96m)                          | 200ft (60.96m)                          |
| 全高       | 43ft 8in (13.31m)                       | 43ft 8in (13.31m)                       | 43ft 8in (13.31m)                       |
| 翼面積     | 3,686ft2 (342.44m2)                     | 3,686ft2 (342.44m2)                     | 3,686ft2 (342.44m2)                     |
| プロペラ   | ブレード4枚 直径16ft 8in (5.08m)        | ブレード4枚 直径16ft 8in (5.08m)        | ブレード4枚 直径16ft 8in (5.08m)        |
| エンジン   | Pratt & Whitney R-4360-24 (3,000Bhp) ×4 | Pratt & Whitney R-4360-24 (3,000Bhp) ×4 | Pratt & Whitney R-4360-24 (3,000Bhp) ×4 |
| 空虚重量   | 80,701lbs (36,605kg)                    | 80,701lbs (36,605kg)                    | 80,701lbs (36,605kg)                    |
| ミッション | Cargo                                   | Cargo Transport                         | Troop Transport                         |
| 離陸重量   | 175,000lbs (79,379kg)                   | 165,000lbs (74,843kg)                   | 165,000lbs (74,843kg)                   |
| 搭載燃料   | 10,788gal (40,837ℓ)                     | 9,177gal (34,739ℓ)                      | 6,995gal (26,479ℓ)                      |
| 貨物重量   | 20,000lbs (9,072kg)                     | 20,000lbs (9,072kg)                     | 34,000lbs (15,422kg)                    |
| 最高速度   | 206kn/15,600ft (382km/h 高度4,755m)     | 211kn/15,600ft (391km/h 高度4,755m)     | 211kn/15,600ft (391km/h 高度4,755m)     |
| 航続距離   | 3,790n.mile (7,019km)                   | 3,410n.mile (6,315km)                   | 2,430n.mile (4,500km)                   |
| 武装       | ー                                      | ー                                      | ー                                      |

## 登場する作品
- SWIFT! - 松田未来の漫画作品。コミックス2巻で登場し、空中消火を行う。